# Skeleton-Nordamerikacup 2012/13
Der Skeleton-Nordamerikacup 2012/13 war eine von der Fédération Internationale de Bobsleigh et de Tobogganing (FIBT) veranstaltete Rennserie, die neben dem Intercontinentalcup und dem Europacup zum Unterbau des Weltcups gehört und zum insgesamt dreizehnten Mal ausgetragen wurde. Nachdem der Wettbewerb vorher unter dem Namen America’s Cup stattfand, trug er in dieser Saison erstmals den Namen Nordamerikacup. Die Ergebnisse der neun Saisonrennen an vier Wettkampforten flossen in das FIBT-Skeleton-Ranking 2012/13 ein.

## Männer

### Veranstaltungen
| Datum             | Ort         | Sieger            | Zweiter           | Dritter           |
| ----------------- | ----------- | ----------------- | ----------------- | ----------------- |
| 7. November 2012  | Park City   | Ryan Sweeney      | John Worden       | Patrick Rooney    |
| 8. November 2012  | Park City   | John Worden       | Greg Rafter       | Barrett Martineau |
| 15. November 2012 | Calgary     | Barrett Martineau | John Worden       | Alexander Mutowin |
| 16. November 2012 | Calgary     | Barrett Martineau | Alexander Mutowin | John Worden       |
| 7. Dezember 2012  | Whistler    | Sean Greenwood    | Barrett Martineau | Austin McCrary    |
| 9. Dezember 2012  | Whistler    | Barrett Martineau | Sean Greenwood    | Austin McCrary    |
| 10. Dezember 2012 | Whistler    | Barrett Martineau | Sean Greenwood    | Austin McCrary    |
| 7. März 2013      | Lake Placid | Pawel Kulikow     | Barrett Martineau | Sean Greenwood    |
| 8. März 2013      | Lake Placid | Pawel Kulikow     | Austin McCrary    | Barrett Martineau |

### Einzelwertung
| Platz | Sportler          | Land               | Punkte |
| ----- | ----------------- | ------------------ | ------ |
| 1     | Barrett Martineau | Kanada             | 576    |
| 2     | Sean Greenwood    | Irland             | 445    |
| 3     | Patrick Rooney    | Kanada             | 414    |
| 4     | Austin McCrary    | Vereinigte Staaten | 412    |
| 5     | Ryan Sweeney      | Vereinigte Staaten | 281    |
| 6     | John Worden       | Kanada             | 260    |
| 7     | Hiroyuki Bamba    | Japan              | 253    |
| 8     | Lee Han-sin       | Südkorea           | 252    |
| 9     | Yun Sung-bin      | Südkorea           | 239    |
| 10    | Alex Ivanov       | Vereinigte Staaten | 187    |

## Frauen

### Veranstaltungen
| Datum             | Ort         | Siegerin          | Zweite            | Dritte            |
| ----------------- | ----------- | ----------------- | ----------------- | ----------------- |
| 7. November 2012  | Park City   | Noelle Pikus-Pace | Melissa Hoar      | Savannah Graybill |
| 8. November 2012  | Park City   | Noelle Pikus-Pace | Melissa Hoar      | Elisabeth Vathje  |
| 15. November 2012 | Calgary     | Carli Brockway    | Michelle Steele   | Elisabeth Vathje  |
| 16. November 2012 | Calgary     | Carli Brockway    | Noelle Pikus-Pace | Michelle Steele   |
| 7. Dezember 2012  | Whistler    | Randee Brookes    | Madison Charney   | Carla Pavan       |
| 9. Dezember 2012  | Whistler    | Madison Charney   | Jaclyn LaBerge    | Carla Pavan       |
| 10. Dezember 2012 | Whistler    | Jaclyn LaBerge    | Madison Charney   | Savannah Graybill |
| 7. März 2013      | Lake Placid | Elisabeth Vathje  | Katharine Eustace | Jane Channell     |
| 8. März 2013      | Lake Placid | Jane Channell     | Katharine Eustace | Samantha Culiver  |

### Einzelwertung
| Platz | Sportlerin        | Land               | Punkte |
| ----- | ----------------- | ------------------ | ------ |
| 1     | Jane Channell     | Kanada             | 324    |
| 2     | Madison Charney   | Kanada             | 319    |
| 3     | Elisabeth Vathje  | Kanada             | 301    |
| 4     | Noelle Pikus-Pace | Vereinigte Staaten | 265    |
| 5     | Carli Brockway    | Kanada             | 231    |
| 6     | Savannah Graybill | Vereinigte Staaten | 214    |
| 7     | Meghan Sullivan   | Vereinigte Staaten | 151    |
| 8     | Samantha Culiver  | Vereinigte Staaten | 151    |
| 9     | Lauren Salter     | Vereinigte Staaten | 140    |
| 10    | Katharine Eustace | Neuseeland         | 130    |